# Ceratobaeus platycornutus
Ceratobaeus platycornutus är en stekelart som beskrevs av Austin 2000. Ceratobaeus platycornutus ingår i släktet Ceratobaeus och familjen Scelionidae. Inga underarter finns listade i Catalogue of Life.